# Historia Zielonej Góry
Dzisiejsze miasto Zielona Góra powstało w miejscu, w którym w średniowieczu (przypuszczalnie ok. X wieku) znajdowała się handlowo-rzemieślnicza osada, której nazwa pochodzić miała od jej położenia u podnóża pagórka, dziś zwanego Wzgórzem Winnym, Ceglanym lub Zielonym. Wieś leżała na prawym brzegu strumienia Łącza, w rejonie dzisiejszego kwartału ulic Podgórnej, Kupieckiej i placu Matejki.

## Historia miasta

### Pierwsi osadnicy
W okresie plemiennym północno-zachodnią cześć Śląska, położoną w widłach Bobru i Odry, a więc terytorium, na którym powstało później miasto Zielona Góra, zamieszkiwali Dziadoszanie. W okresie tworzenia się państwowości polskiej, na przełomie pierwszego i drugiego tysiąclecia, dogodne położenie tego miejsca, opodal rozwidlenia szlaków kupieckich łączących Wrocław z Krosnem Odrzańskim oraz ze Świebodzinem i Międzyrzeczem, zachęcało przybyszy z Niemiec i Flandrii do osiedlania się w tej okolicy. W ten sposób po przeciwnej stronie strumienia założyli oni swoją osadę, której nazwę zapożyczyli od leżącej opodal polskiej wsi. Osadę tę otoczyli własnym drewniano-ziemnym wałem, pozostawiając wieś poza jego obrębem. Na terenie osady został wybudowany kościół św. Jana, który mógł istnieć już w połowie XII wieku. Jego pozostałości archeolodzy odnaleźli w kwartale dzisiejszych ulic Kupieckiej, Podgórnej i Placu Matejki.
Osada założona została na północnych rubieżach Śląska, będącego od początków polskiej państwowości w orbicie zainteresowań tak pierwszych Piastów, jak i niemieckich cesarzy i czeskich władców. Jednak od czasu poszerzenia przez Bolesława Chrobrego granic o Śląsk, także i Zielona Góra pozostawała we władaniu Piastów.
Intensyfikacja osadnictwa przybyszów z zachodniej Europy nastąpiła w wieku XIII, a za datę początków tego zasiedlenia przyjmuje się 1222 rok za panowania księcia Henryka Brodatego, który sprowadził tutaj osadników. Osadę zamieszkiwała wówczas ludność słowiańska zajmująca się pasterstwem i myślistwem. W 1312 Zieloną Górę określono jako ośrodek dystryktu, zaś w 1317 wspomniano dziedzicznego wójta. Według historyka Joachima Cureusa, lokacja miasta odbyła się w 1320 za panowania synów Henryka III głogowskiego. Miasto zostało lokowane na prawie magdeburskim. Prawa miejskie nadane zostały Zielonej Górze prawdopodobnie około roku 1323 przez księcia głogowsko-żagańskiego Henryka IV Wiernego.

### Piastowie głogowscy
Lokacja miasta w granicach księstwa głogowskiego związała na kilka stuleci losy miasta z książęcą metropolią – Głogowem. Pierwszy okres istnienia miasta był trudny: było ono obiektem częstych sporów i przetargów możnowładców, nie oszczędziły go także klęski pożarów, nieurodzaju, chorób i inne; m.in. w 1338 plony w okolicach Zielonej Góry zniszczyła szarańcza, a jedenaście lat później czarna ospa zabiła większość mieszkańców, pozostawiając przy życiu jedynie dwustu. W 1335 miasto utraciło związek z Koroną. Na mocy układu zawartego przez króla Kazimierza Wielkiego z Janem Luksemburskim w Wyszehradzie, a następnie w 1339 w Krakowie i w 1348 z Karolem IV w Namysłowie, Śląsk został odstąpiony Czechom, Zielona Góra wraz z księstwem głogowskim przeszła pod formalne zwierzchnictwo czeskie, jednakże Piastowie panowali tu do ostatnich dziesięcioleci XV w. Podczas podziału księstwa głogowskiego w 1378 Zielona Góra znalazła się w dzielnicy kożuchowskiej Henryka VIII Wróbla. Dla samego miasta koniec wieku XIV, kiedy panował tu książę piastowski Henryk VIII Wróbel, prowadzący dość rozrzutny tryb życia, zalicza się do bardzo korzystnych okresów w dziejach. Książę Henryk zamierzał nawet przenieść do Zielonej Góry siedzibę księstwa. Po jego śmierci w 1397 miasto stanowiło oprawę wdowią Katarzyny opolskiej, a po jej śmierci w 1420 przeszło w ręce Henryka IX Starszego Za czasów Henryka IX Zielona Góra otrzymała – w miejsce wcześniejszych obwałowań drewniano-ziemnych – murowane fortyfikacje.
Po Henryku IX władzę nad Zieloną Górą objął jego syn, Henryk XI głogowski, władca nieudolny i niekonsekwentny. Po jego śmierci w 1476 rozpoczęła się sześcioletnia wojna o sukcesję księstwa głogowskiego. Z pretensjami do spadku po nim wystąpili: kuzyn Henryka XI Jan II Szalony (który czasowo zagarnął dziedzictwo kuzyna), Hohenzollernowie, Maciej Korwin, oraz Jagiellonowie. W 1488 Jan II został jednak usunięty. Po kolejnej wojnie sukcesyjnej władzę w księstwie przejął syn Macieja Korwina o imieniu Jan.

### Jagiellonowie
Po Korwinie, od 1491, ziemia głogowska wraz z Zieloną Górą była rządzona przez Jana Olbrachta (króla polskiego 1492–1501) z nadania króla Czech Władysława Jagiellończyka, a od 1499 zarządzał tym terytorium Zygmunt I Stary (brat króla Władysława), który w 1508 jako król Polski, oddał księstwo głogowskie wraz z Zieloną Górą Władysławowi Jagiellończykowi, a ten z kolei włączył je do korony czeskiej. Okres ten w historii miasta zapisał się jako czas odbudowy po wyniszczających je w drugiej połowie XV wieku wojnach o sukcesję, przetargach i ogólnym nieładzie, niesprzyjającym rozwojowi handlu i rzemiosła. Historycy zauważają, że za czasów Zygmunta I wybudowano w mieście pierwsze murowane domy, a znane tu już od początków osadnictwa rzemiosło sukiennicze zyskało ważny impuls do dalszego rozwoju dzięki otrzymanemu od Zygmunta w 1505 przywilejowi sprzedaży sukna w całej Polsce.
Władysław Jagiellończyk zmarł w 1516, a w dziesięć lat później zginął pod Mohaczem jego syn Ludwik. W 1526 korona czeska przeszła w ręce Habsburgów, a wraz z nią cały Śląsk razem z Zieloną Górą.

### Habsburgowie
Pod rządami Habsburgów Zielona Góra pozostawała przez ponad dwa następne stulecia. Był to bardzo trudny okres w dziejach miasta, ze względu na uwarunkowania polityczne, religijne oraz gospodarcze.
Arystokrata von Biberstein otrzymał miasto – wraz z całym księstwem głogowskim – w zastaw; został on wykupiony już po trzech latach, ale wkrótce księstwo głogowskie zastawiono księciu Fryderykowi II Legnickiemu (1480–1547). Ten zastaw nie został wykupiony, a księstwo wraz z Zieloną Górą przeszło na własność Fryderyka.
XV wiek to pojawienie się wpływów protestanckich i powstanie konfliktów na tle religijnym, które odbiły się zarówno na życiu wewnętrznym miasta (spory o kościoły i prawo do korzystania z cmentarzy itp.), jak i na zagrożeniach zewnętrznych (kontrybucje, wojny, przemarsze wojsk, plądrowanie majątków). Mimo tego w mieście rozwinęło się sukiennictwo, produkcja wina, powstała mennica i uruchomiono wodociągi. Powstała papiernia oraz różne gałęzie rzemiosła m.in. piwowarstwo, kowalstwo, ślusarstwo i rusznikarstwo. Konflikty wywoływane na tle religijnym, z których największym była wojna trzydziestoletnia (1618–1648), oraz dwa wielkie pożary w 1626 i 1683 doprowadziły do upadku gospodarczego miasta.

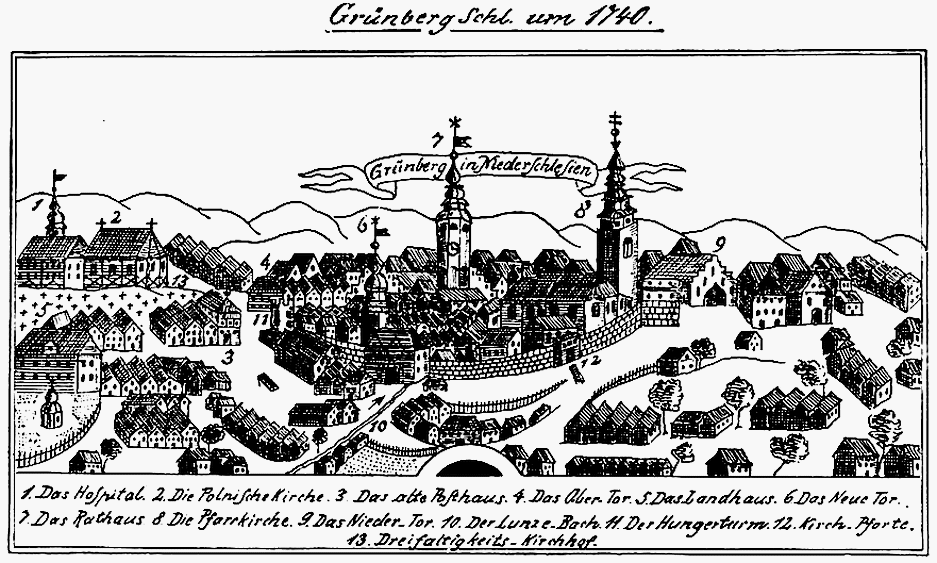
Zielona Góra na sztychu Brühla z 1740 r.

### Królowie Prus
6 grudnia 1740 do Zielonej Góry wkroczyły wojska pruskie. Wkrótce Prusy opanowały prawie cały Śląsk (bez Śląska Opawskiego i Cieszyńskiego) i od tego czasu miasto znalazło się na terenie pruskiej prowincji śląskiej ze stolicą we Wrocławiu. Wojny napoleońskie i przemarsz wojsk francuskich i polskich ułanów na wschód spowodowały, że w 1812 miasto pozostawało pod faktyczną okupacją francuską. Po klęsce „Wielkiej Armii” w wojnie przeciw Rosji Francuzi wycofali się 8 sierpnia 1813, a 27 sierpnia do miasta wkroczyły oddziały rosyjskie i pruskie. Miasto pozostało w granicach Królestwa Prus, wchodząc w skład rejencji legnickiej Śląska, tuż przy granicy z Brandenburgią. W 1898 zielonogórzanin Kazimierz Lisowski założył Towarzystwo Rzemieślników Polskich istniejące do 1935, którego został prezesem. Po zamordowaniu Lisowskiego przez Niemców towarzystwo uległo rozwiązaniu.

### Wiek XX
Zielona Góra pozostawała we władaniu królów pruskich, a później (także po przegranej przez Niemcy I wojnie światowej, kiedy w 1919/1920 ustalano na nowo granice prowincji i zdecydowano, że Zielona Góra należąca wciąż do rejencji legnickiej ma wejść w skład nowo powstałej prowincji dolnośląskiej) w rękach rządu niemieckiego. W 1938 podczas kryształowej nocy narodowi socjaliści spalili synagogę i zdewastowali kirkut. Podczas II wojny światowej w Zielonej Górze działał podobóz kobiecy obozu koncentracyjnego Groß-Rosen, 11 obozów pracy przymusowej, 4 oddziały robocze jeńców sowieckich, francuskich, polskich i włoskich, stanowiące filię obozu w Żarach aż do roku 1945, kiedy 14 lutego wkroczyły tu wojska 3 Armii Gwardii I Frontu Ukraińskiego pod dowództwem generała Gordowa. W chwili ich wkroczenia w mieście pozostawało tylko 4000 niemieckich mieszkańców miasta, a wśród nich proboszcz parafii św. Jadwigi, Gottwald, który chcąc zapobiec zniszczeniom miasta, wyszedł na jego rogatki, by powiadomić zbliżających się Rosjan, że Wehrmacht już się z Zielonej Góry wycofał i nie istnieje potrzeba ostrzeliwania miasta. Dzięki temu wkroczenie Armii Czerwonej odbyło się bez nadmiernych strat materialnych, choć według późniejszej relacji proboszcza, wśród garstki pozostałych w mieście Niemców doszło przez pierwsze trzy tygodnie do pięciuset samobójstw, a w pierwszych dniach w głąb Rosji wywieziono około tysiąca mężczyzn, o których słuch zaginął.
W wyniku decyzji konferencji jałtańskiej potwierdzonych na konferencji w Poczdamie Zielona Góra znalazła się w granicach Polski. Pozostałych nielicznych Niemców wysiedlono za Odrę. Przez pierwszych pięć lat miasto miało status siedziby powiatu w województwie poznańskim. W rezultacie reformy administracyjnej w 1950 z części województw poznańskiego i wrocławskiego utworzono nowe województwo zielonogórskie, dzięki czemu wzrosła ranga miasta jako ośrodka administracyjnego (także przemysłowego), a liczba jego mieszkańców znacznie się powiększyła. Przed wprowadzeniem reformy administracyjnej Polski w 1998 były plany rozparcelowania województwa zielonogórskiego pomiędzy dolnośląskie i wielkopolskie (podobnie, jak było to przed 1950), ale w wyniku silnego lobbowania środowisk Zielonej Góry i Gorzowa utworzono województwo lubuskie z siedzibą sejmiku w Zielonej Górze (wojewoda urzęduje w Gorzowie). Należy przy tym podkreślić, że samo miasto Zielona Góra, obecnie jedno z dwóch centrów administracyjnych województwa lubuskiego, do ziemi lubuskiej historycznie nigdy nie należało, podobnie jak nigdy nie należało do diecezji lubuskiej; terytorium właściwej ziemi lubuskiej rozciąga się nieco dalej na północ od miasta, za Odrą.

## Kościoły i cmentarze

### Kościół św. Jana Chrzciciela

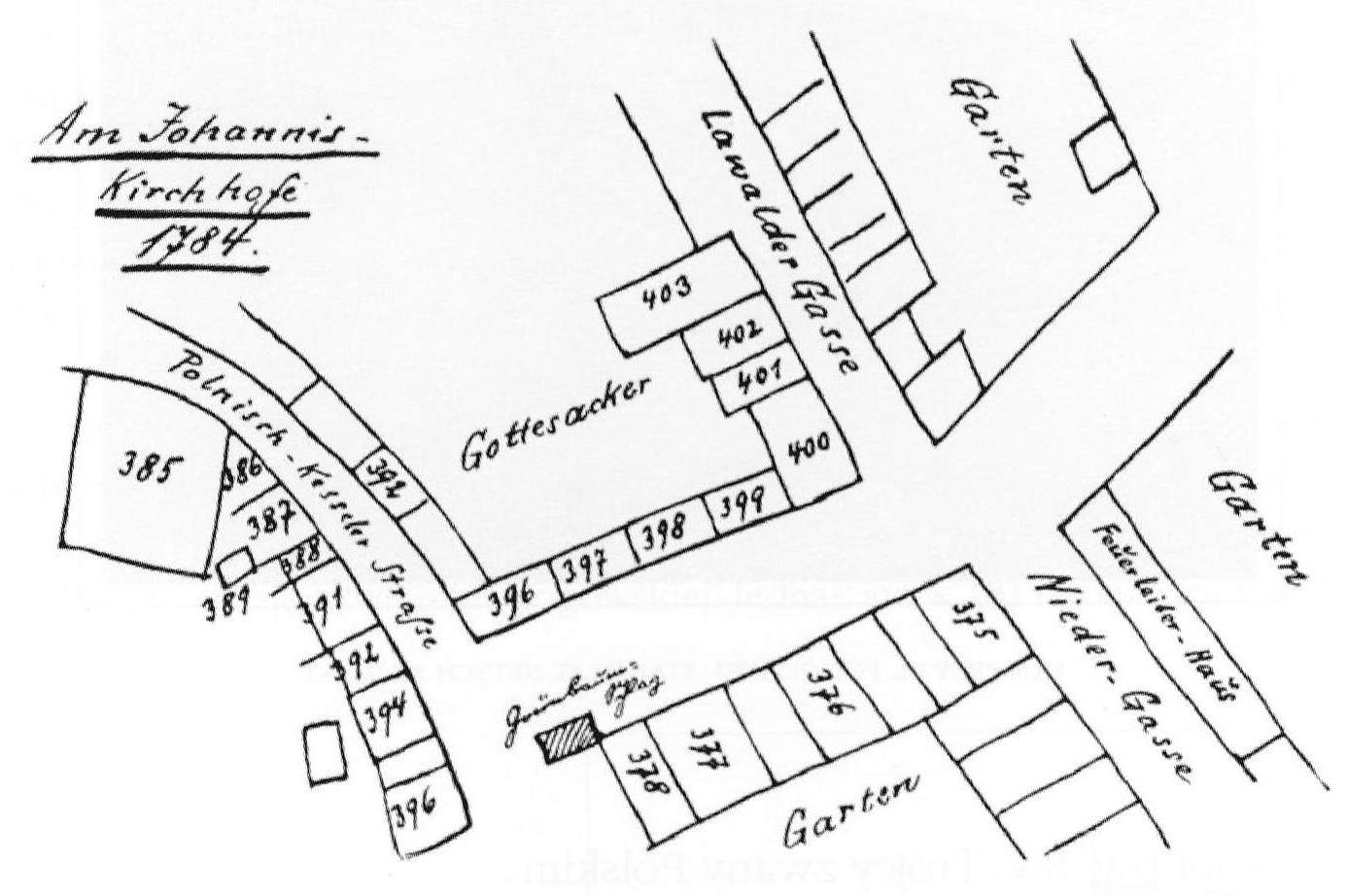
Cmentarz św. Jana, plan 1784

Na początku osadnictwa nad Złotą Łączą na terenie prawobrzeżnej wsi znajdował się kościół św. Jana. Przypuszcza się, że powstał on w połowie XII wieku, miał wieżę i dzwon, a zbudowany był z drewna i z kamienia. Fakt, że patronem kościoła był pierwszy patron Śląska, Jan Chrzciciel, potwierdza opinię, że kościół konsekrowany był we wczesnym średniowieczu. Podczas wielkiego pożaru miasta w 1582 ogień strawił m.in. właśnie kościół św. Jana. W trzydzieści kilka lat po pożarze został odbudowany przez zielonogórskich katolików (w 1619), którzy w 1623 ustawili w nim ambonę, niegdyś służącą kościołowi św. Jadwigi, ale w kościele tym w owym czasie niewykorzystywaną, jako że służył on wtedy luteranom. Po upływie kolejnego ćwierćwiecza, około roku 1652 kościół św. Jana spłonął ponownie. Nigdy już nie został odbudowany. Obok niego położony był cmentarz odnotowany w kronikach jako Gottes Acker (dosłownie „Boże pole”); prawdopodobnie teren cmentarza wykorzystywany był także i później; w 1688 nazywano go coemeterium pestiferorum, czyli dla zmarłych na dżumę. Kilkunastometrowej długości mur znajdujący się przy ulicy Podgórnej może być pozostałością tego cmentarza, choć współczesne badania archeologiczne, prowadzone w 2003 w podwórzu i ogrodzie posesji przy ul. Kupieckiej 3 i 3a nie potwierdziły (ani nie wykluczyły) tego przypuszczenia.

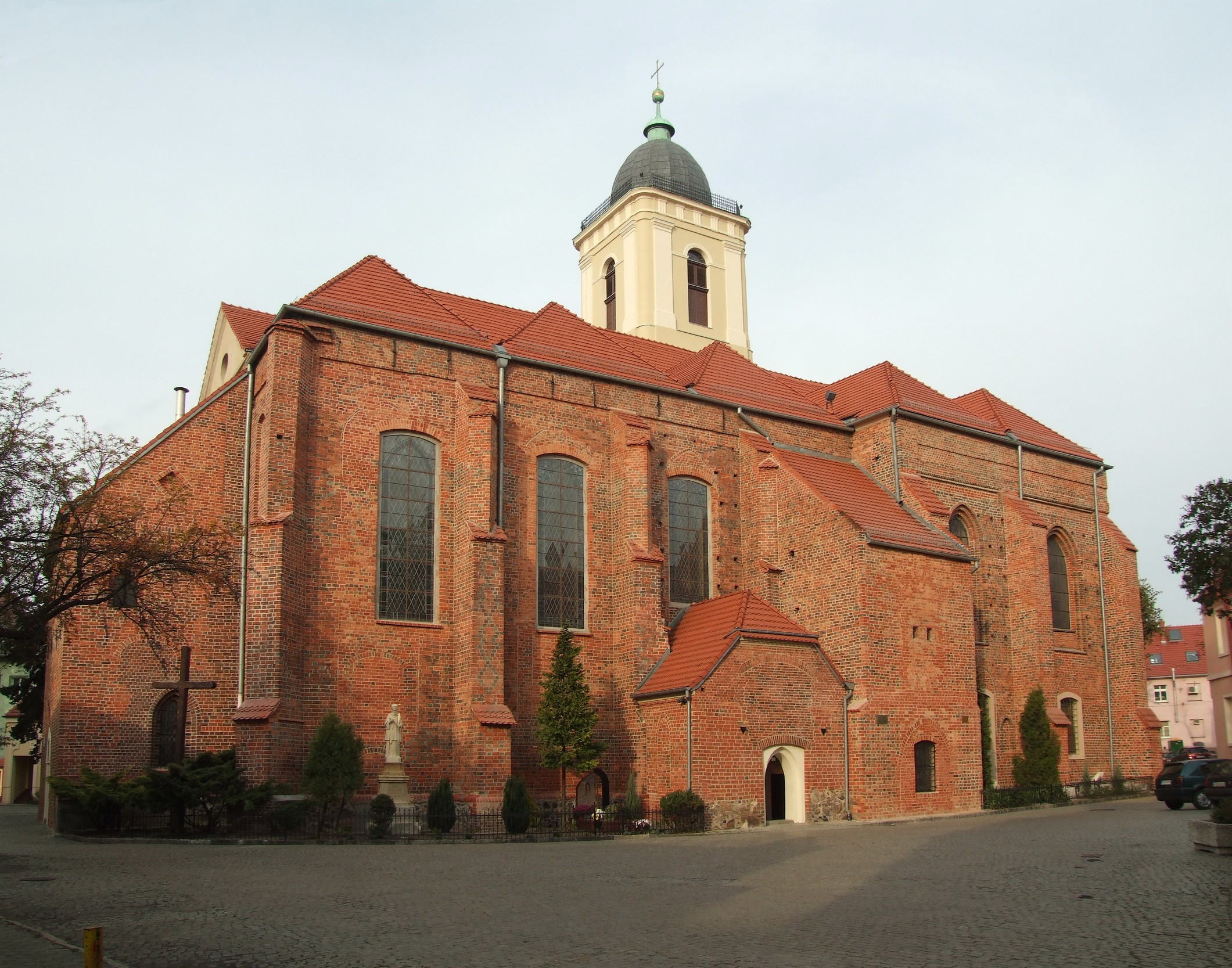
konkatedra św. Jadwigi

### Kościół św. Jadwigi Śląskiej
Na brzegu Złotej Łączy, poza drewniano-ziemnymi obwałowaniami osady, w II połowie XIII wieku książę Konrad I głogowski ufundował kościół pod wezwaniem św. Jadwigi (skądinąd własnej babki). Kościół ten – dziś konkatedra – ukończony został w 1294 przez Henryka Głogowczyka, syna Konrada; sam fundator został pochowany w obrębie świątyni.
Przykościelny cmentarz, położony na północ od kościoła jest najstarszym, który znajdował się w obrębie zbudowanych w XIV wieku murów miejskich. Już jednak w XV wieku przestał pełnić swe funkcje z braku miejsca na nowe pochówki. Pomimo to szczególnie zasłużeni dla miasta mieszczanie zielonogórscy byli chowani tam jeszcze w II połowie XVIII wieku. Do dziś z tego cmentarza nie zachowało się wiele – jedynie kilka wmurowanych w zewnętrzną (także wewnętrzną) ścianę kościoła płyt nagrobnych oraz pozostałości starego drzewostanu – alei głogowej.

### Kościół św. Trójcy

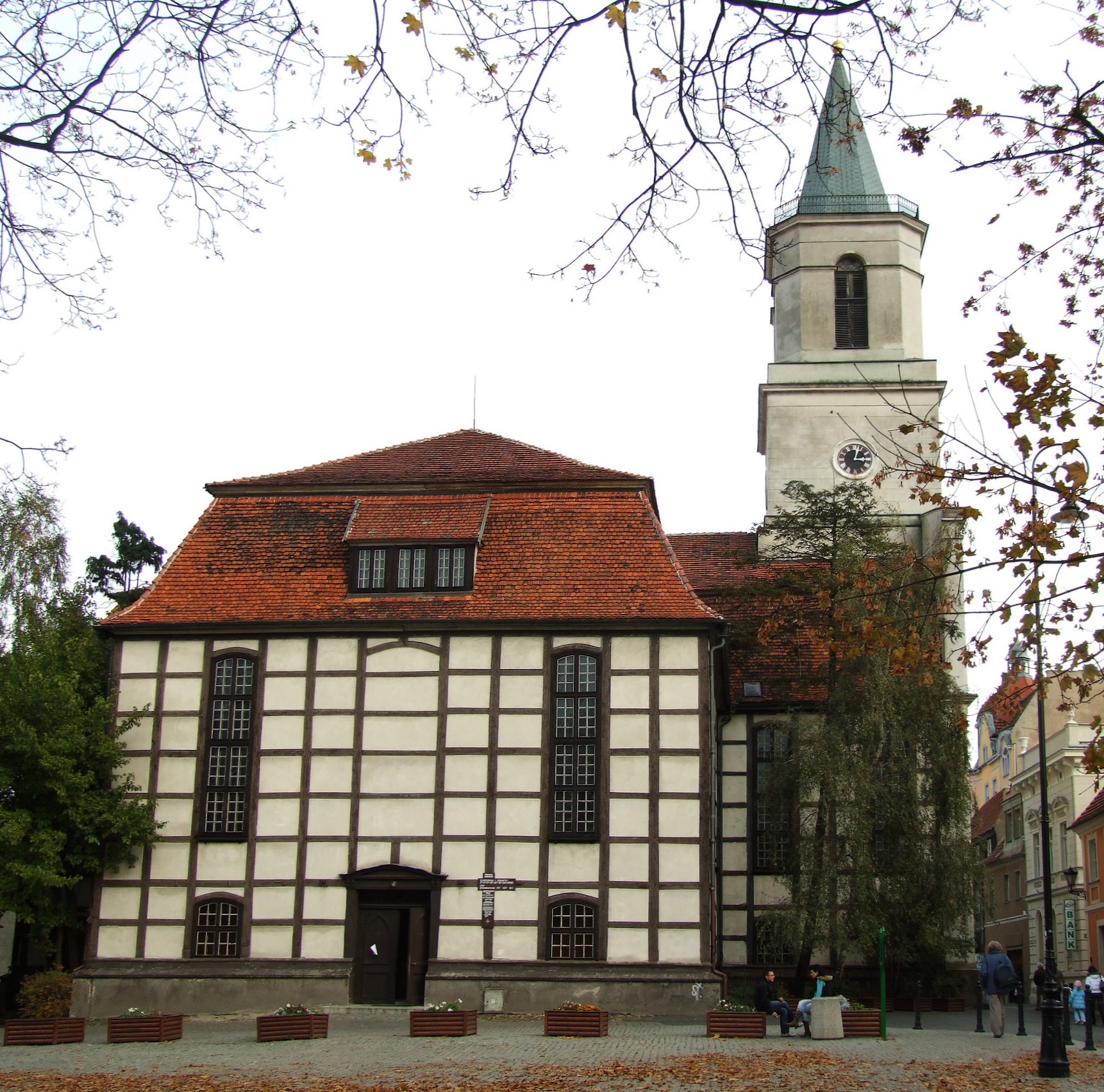
Ściana zachodnia kościoła Matki Boskiej Częstochowskiej

Kościół św. Trójcy (zwany także kościołem polskim – niem. Polnische Kirche) zbudowany został w 1588 dla ludności ewangelickiej, głównie z okolicznych wsi. Pierwszym pastorem tego kościoła był Jan Ramicki. Obok kościoła znajdował się cmentarz (kościół pełnił rolę kaplicy cmentarnej dla protestantów); dziś na jego terenie stoi gmach Sądu Okręgowego i Rejonowego oraz zabudowania Uniwersytetu Zielonogórskiego. O kościół św. Trójcy oraz prawo użytkowania cmentarza przez dziesięciolecia trwały spory pomiędzy protestantami a katolikami, zwłaszcza że tytuły własności gruntów kościelnych były w tym czasie skomplikowane. Protestanci w 1628 zmuszeni zostali do założenia własnego cmentarza. Zawarcie w 1648 pokoju westfalskiego i oddanie w ręce administracji cesarskiej sprawy uregulowania stosunków wyznaniowych na terenie Śląska przyniosło kres tym sporom. W rezultacie w 1651 ostatni duchowny ewangelicki opuścił kościół i miasto, a kościół św. Trójcy przeszedł w ręce katolików. Od 1672 służył wiernym tego właśnie wyznania za kaplicę cmentarną, natomiast protestanci wystawiali ciała swych zmarłych w szkole miejskiej. Powołana w 1747 specjalna komisja do rozstrzygania spraw spornych obu wyznań ustaliła trzy lata później, że kościół św. Trójcy ma być używany w charakterze kaplicy cmentarnej tak przez katolików, jak protestantów. W 1809 rozebrano budynek kościoła, który w tym czasie był już w kiepskim stanie technicznym:
w 1809 r. walący się budynek został rozebrany, a pięć lat później zamknięto cmentarz św. Trójcy. W ciągu następnych dwóch dziesięcioleci ludność stopniowo go dewastowała. W 1835 władze miejskie założyły w tym miejscu targowisko, po czym wzgórze, zgodnie z jego nową funkcją, nazwano „Nowym Rynkiem”.

### Kościół Matki Boskiej Częstochowskiej
Kościół Matki Boskiej Częstochowskiej, stojący do dziś przy placu Powstańców Wielkopolskich, zbudowany został jako zbór ewangelicki w latach 1746–1748 z cegły i kamienia pozyskanego z rozbiórki przestarzałej już w owym czasie i grożącej zawaleniem Wieży Głodowej. Murowaną, zwieńczoną tarasem i ośmioboczną iglicą wieżę kościoła dobudowano w 1828. Zachowały się w nim do dziś: rokokowy ołtarz główny, ambona z połowy XVIII wieku oraz kamienna chrzcielnica z 1755, a także rzeźbione kamienne płyty nagrobne w ścianach.

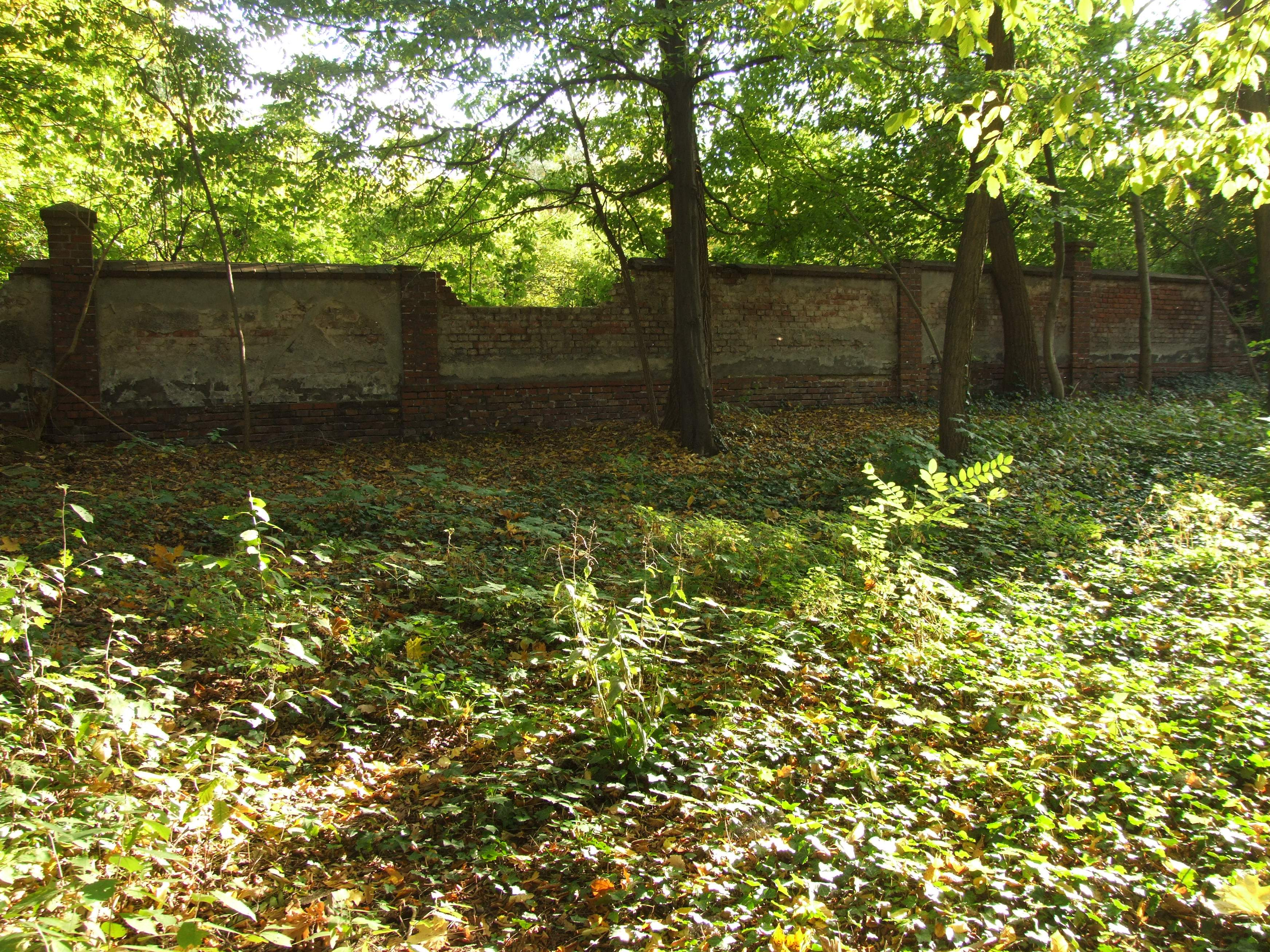
Były cmentarz żydowski

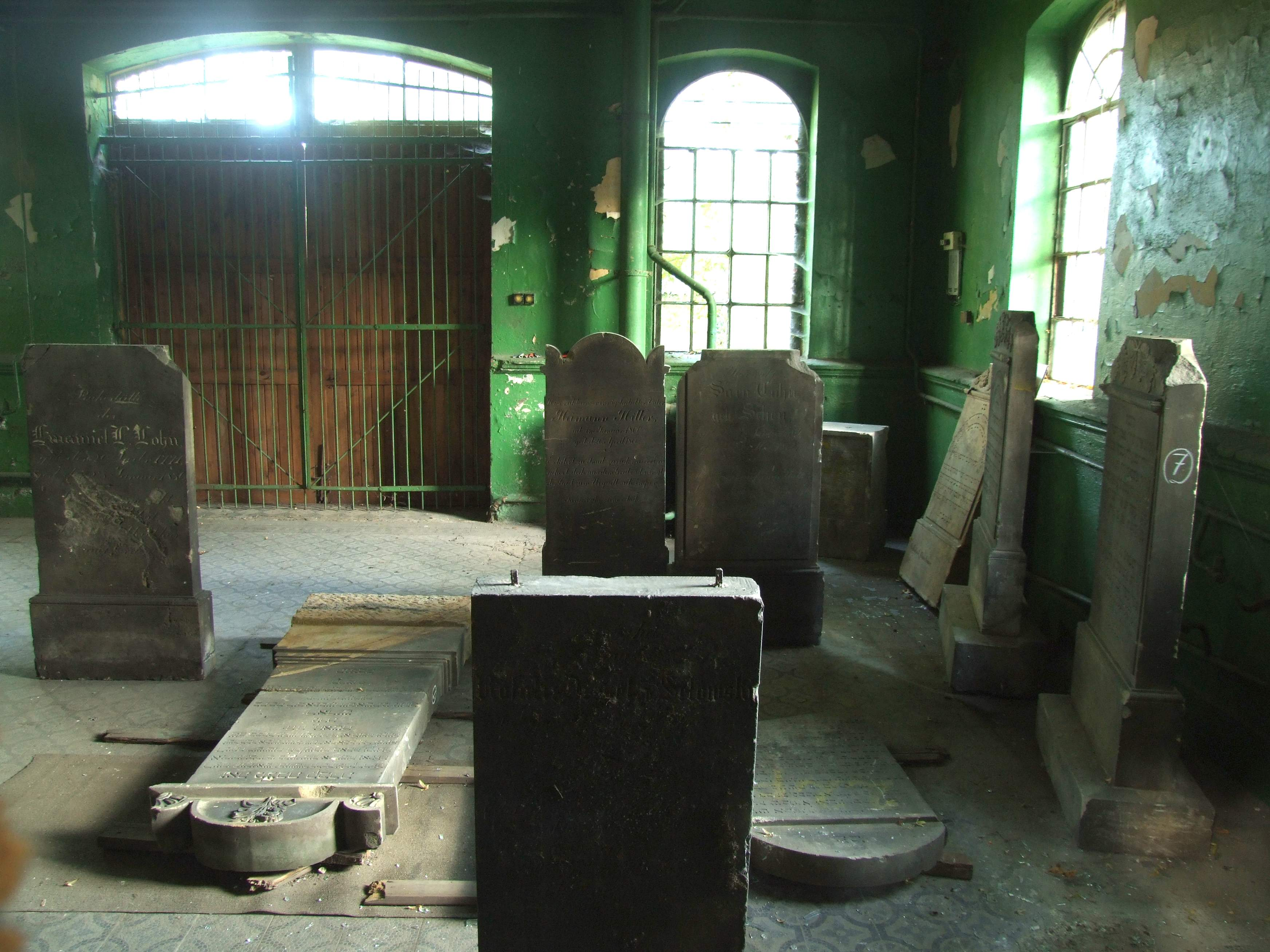
Macewy w kaplicy

### Synagoga
Żydzi w Zielonej Górze, choć stanowili w społeczeństwie miasta wpływową (ale nieliczną) grupę, aż do początków XIX wieku nie mieli prawa nabywania gruntów na własność. Nie mieli zatem ani swojego własnego cmentarza, ani synagogi. Pochówki obywateli wyznania mojżeszowego odbywały się w ściśle wydzielonych kwaterach cmentarza przy kościele św. Trójcy albo cmentarza Jakubowego. Zakaz nabywania ziemi przez Żydów zniesiony został królewskim edyktem w 1812 i natychmiast Zachariasz Anders, adwokat, doktor praw i starszy kahału (gminy żydowskiej) wystąpił do władz miasta o zakup ziemi pod cmentarz żydowski. Zgodę uzyskał i gmina wkrótce mogła przystąpić do przygotowywania terenu przy zbiegu dzisiejszych ulic Wrocławskiej i Chmielnej. Powstał tam jeden z najpiękniejszych na Dolnym Śląsku, jak go oceniali współcześni, „majstersztyk sztuki ogrodowo-parkowej”. Pierwsze pochówki na tym cmentarzu odbyły się w roku 1814. Wśród pogrzebanych tam zasłużonych dla Zielonej Góry znalazł się m.in. Wilhelm Levysohn, księgarz i wydawca „Tygodnika Zielonogórskiego”, poseł na Sejm Rzeszy w 1848, a także przemysłowiec Salomon Beerensohn z rodziną oraz rodzina Zachariasza Andersa.
Dopiero w latach 1882–1883 na Glasser Platz (plac Glassera, którego niemiecka nazwa czasem błędnie tłumaczona jest na „Szklarski”, dziś plac Powstańców Wielkopolskich) zbudowano synagogę. Poświęcono ją w kwietniu 1883, co pozwoliło wyznawcom judaizmu przenieść swoje praktyki religijne w stałe miejsce (do tego czasu wynajmowali na ten cel pomieszczenia przy dzisiejszej ulicy Masarskiej i Żeromskiego).
Tak synagoga, jak i cmentarz żydowski zdewastowane zostały podczas „nocy kryształowej” z 9 na 10 listopada 1938. W pobliżu nieistniejącej już dziś świątyni stoi obecnie budynek Filharmonii Zielonogórskiej, natomiast cmentarz zarósł gęstą roślinnością, wśród której widoczne są resztki starodrzewu (kasztanowiec, brzoza i lipy).

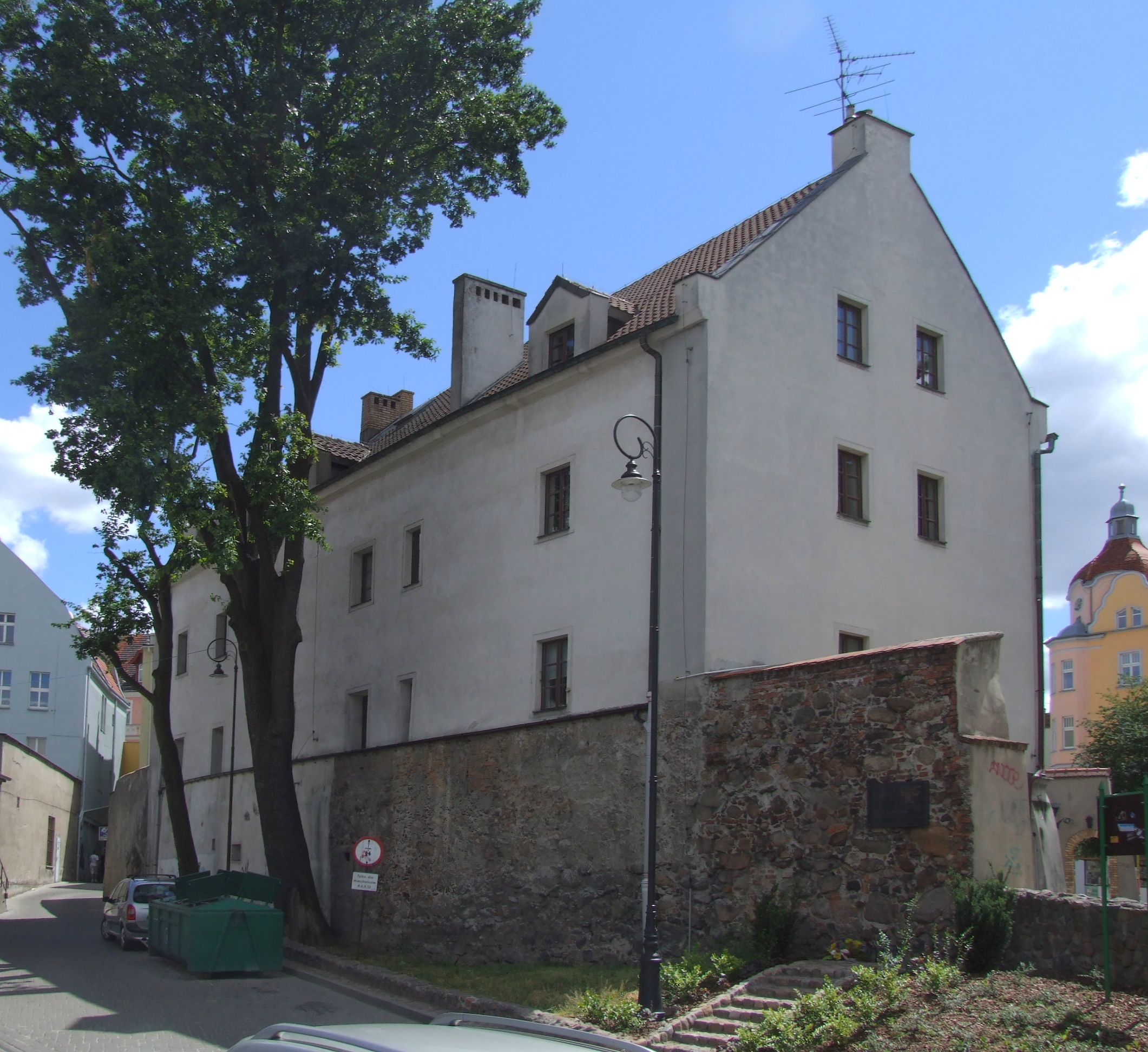
Fragment dawnych murów miejskich przy kurii biskupiej

## Fortyfikacje Zielonej Góry

### Mury
Pod koniec XIV lub w pierwszej połowie XV wieku obwałowania otaczające rynek i sąsiadujące z nim budynki rozebrano i zastąpiono murami z cegły i kamienia. Na pieczęci miejskiej z 1421 widnieje już herb miasta z wizerunkiem fragmentu muru, a w roku 1429 książę Henryk IX wydał dokument potwierdzający przywileje i ulgi dla tych mieszkańców, którzy brali udział w pracach przy budowie murów, co wskazuje na to, że budowę murów zakończono w tym właśnie czasie. Przedsięwzięcie to, podczas którego wybudowano także fosę miejską, pociągnęło za sobą także uregulowanie nurtu strumienia Złota Łącza. Murom wytyczono linię bardziej eliptyczną, sięgającą dalej na wschód niż dotychczasowe obwałowania. Wykopano wokół nich fosę, którą wypełniały wody ze strumienia Złota Łącza. Sam strumień, płynący swoim dotychczasowym korytem, przecinał miasto z południa na północ, wypływając spod murów w kierunku na północ od dzisiejszego pl. Powstańców Wielkopolskich. Ze wzgórz położonych na południowy zachód od miasta, dziś nazywanych Piastowskimi, spływał w tamtym czasie jeszcze jeden strumień, który tworzył bagniska w sąsiedztwie miasta i stanowił naturalną przeszkodę od południowego zachodu: strumień ten, po przecięciu linii dzisiejszej ulicy Reja skręcał przy murach miasta na północ, a w rejonie ulicy Kasprowicza tworzył nieprzystępne rozlewiska, które jeszcze do końca XVIII wieku były terenem na tyle grząskim, że nie stawiano tam budynków – na mapie z 1784 widoczna jest tam ujeżdżalnia.

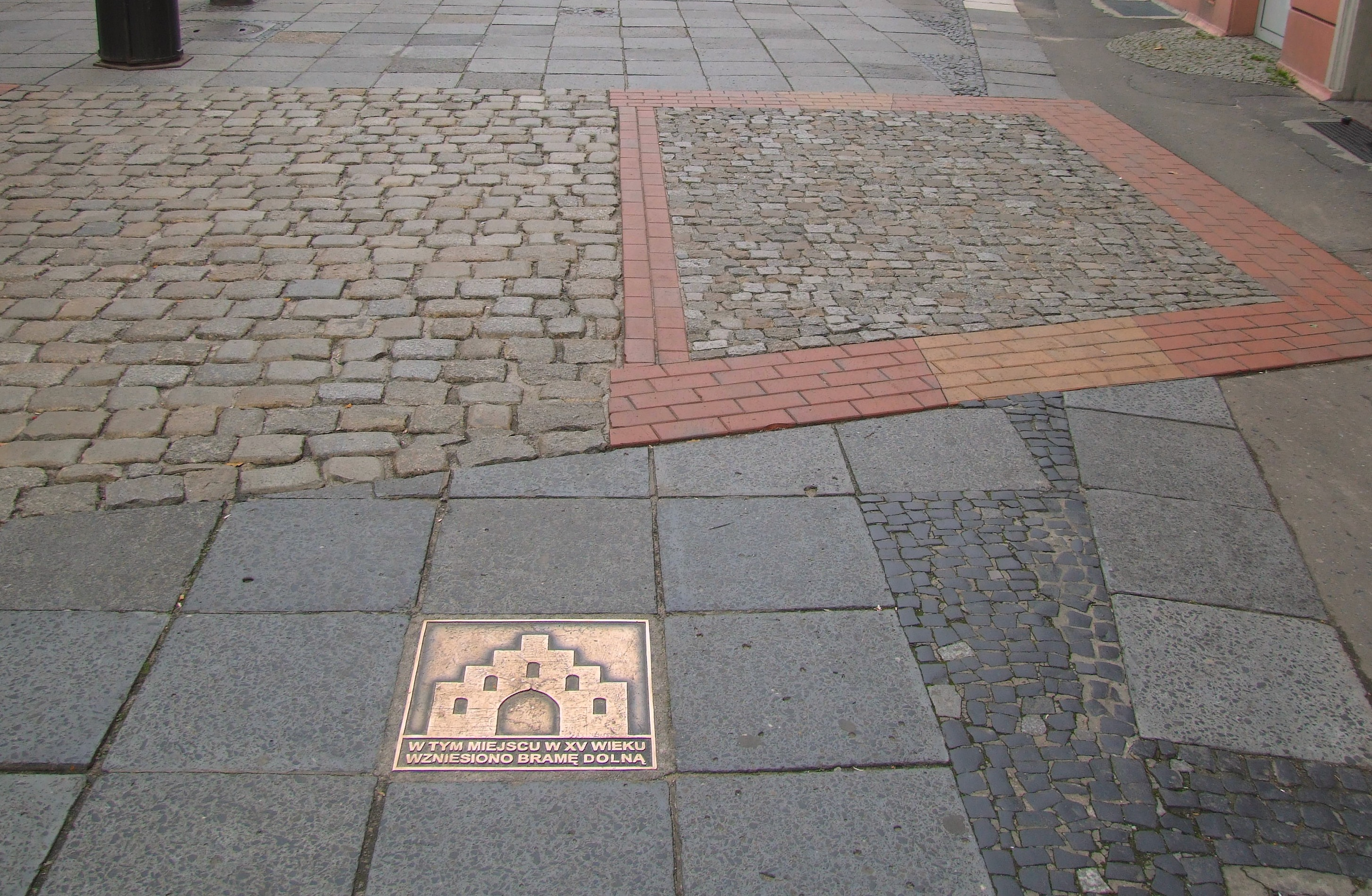
Zaznaczone na chodniku miejsce po Bramie Dolnej

### Bramy
Wraz z wybudowaniem nowych, obejmujących większy obszar miasta murów wybudowano dwie bramy: Bramę Górną w południowo-zachodnim odcinku murów – na szlaku w kierunku zachodnim, do Krosna Odrzańskiego – i Bramę Dolną, która łączyła Zieloną Górę z drogą z Wrocławia do Świebodzina. Na zachowanym w archiwach miasta rysunku perspektywicznym miasta z roku 1740 autorstwa Brühla Brama Górna umiejscowiona jest na osi dzisiejszej ulicy Sobieskiego przy budynku nr 7. Brama Dolna natomiast znajdowała się na osi ulicy Żeromskiego, pomiędzy posesjami 12 a 13. Pierwotnie była to budowla drewniana (dopiero w 1561 zastąpiona ceglaną na fundamencie kamiennym) szerokości 10 metrów z dwuskrzydłowymi wrotami czterometrowej szerokości wzmocnionymi żelaznymi okuciami. Nazwy bram – „Górna” i „Dolna” wynikają z ich wzajemnego położenia topograficznego; całe stare miasto leży na pochyłości, której południowy skraj znajduje się wyżej niż północny. Historia budowy trzeciej bramy – Nowej – związana jest z Wieżą Łazienną.

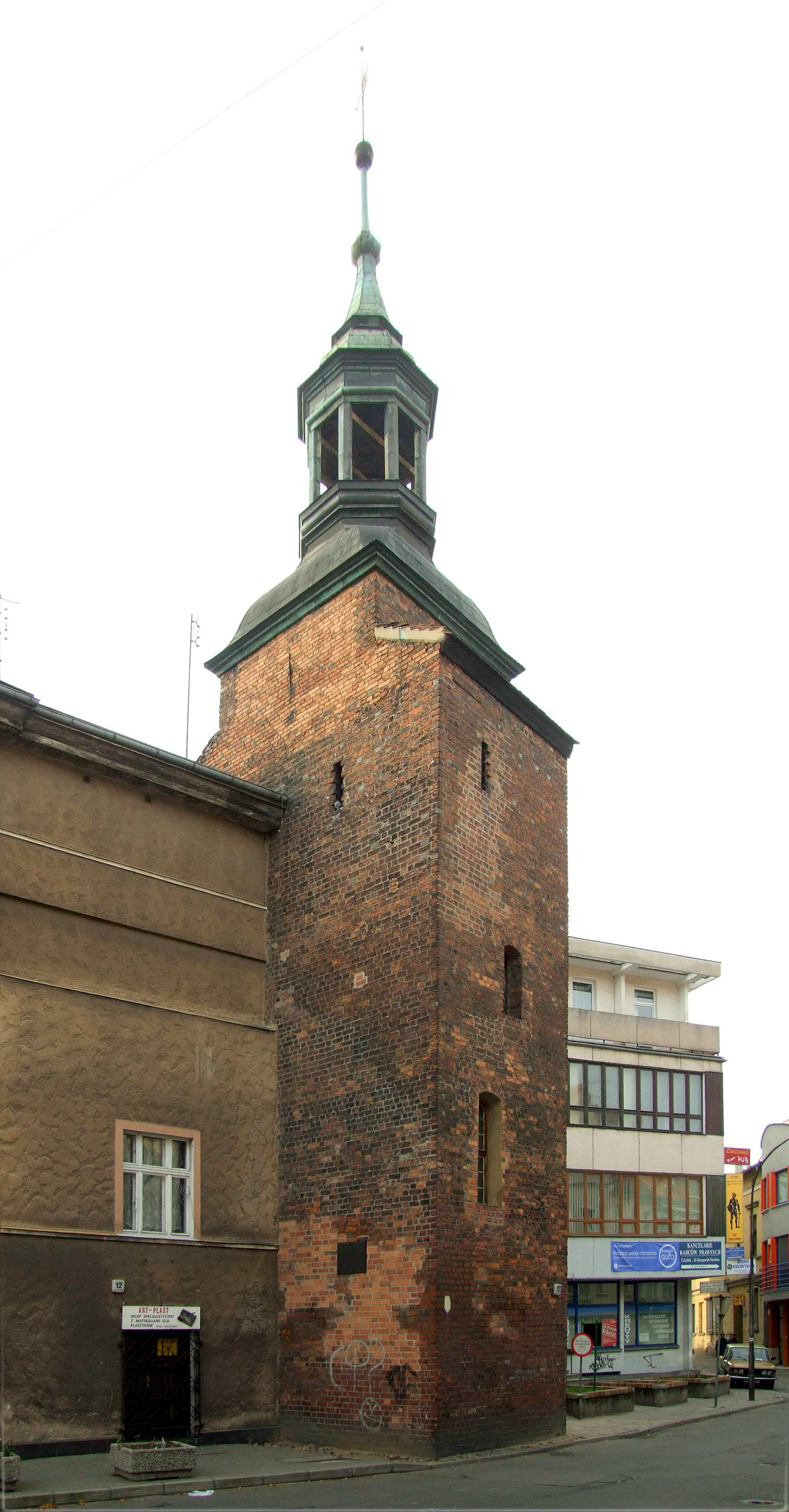
Wieża Łazienna...

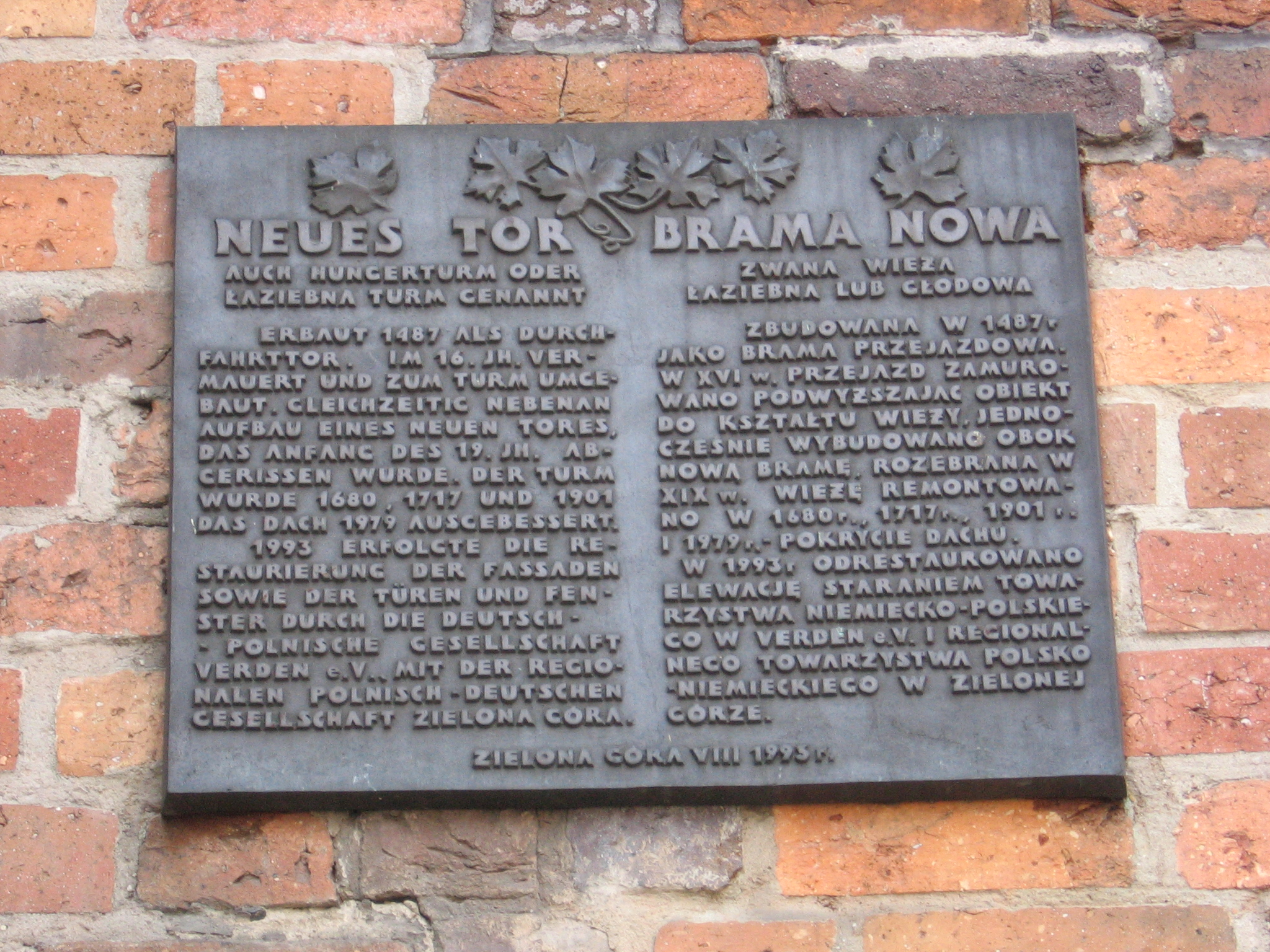
...i jej – nieścisła – historia

### Wieże
Oprócz dwóch bram w obwodzie murów otaczających średniowieczną Zieloną Górę znajdowała się Wieża Łazienna, którą zbudowano w latach 1479–1480 z pierwotnym przeznaczeniem budowli funkcji obserwacyjnej, bramnej i obronnej zarazem. Zbudowana była na planie prostokąta i mieściła w przyziemiu przejazd mający szerokość 5,4 metra, który już wkrótce okazał się zbyt wąski. Szybko więc zdecydowano się tuż obok wybudować Bramę Nową. Po jej powstaniu wrota w Wieży Łaziennej zamurowano, a jej rola ograniczała się od tej pory do funkcji obronnych. Oprócz Wieży Łaziennej istniała w południowej części obwodu murów miejskich jeszcze jedna wieża – Głodowa. Wskutek powielanych w literaturze nieścisłości często nazwa ta przypisywana jest błędnie Wieży Łaziennej, jako jej druga, równoważna nazwa. Tymczasem Wieża Głodowa znajdowała się w miejscu, gdzie dziś ulica Pod Filarami łączy się z placem Pocztowym, na wschód od Wieży Łaziennej. Jej rola była ściśle obronna, nie było pod nią żadnej bramy. Według zachowanego rysunku z 1740 roku była to budowla cylindryczna, z blankami w zwieńczeniu. W 1746 była już w złym stanie technicznym i zdecydowano się ją rozebrać. Z pozyskanego kamienia i cegły wzniesiono zbór ewangelicki. Natomiast Wieża Łazienna zachowała się do dziś, choć zmieniono jej kształt, rozbierając w 1717 dach, dodając od południa i północy trapezowe szczyty i nakrywając całość barokowym hełmem z ośmioboczną latarnią.

### Furty
W miarę rozrostu miasta i wzmagania się komunikacji jego mieszkańców ze znajdującymi się poza murami przedmieściami narastała potrzeba wykonania mniejszych przejść przez mury – furt. Pierwszą furtę (nazywaną Katolicką albo Starą) przebito w XVII wieku; znajdowała się ona w pobliżu kościoła św. Jadwigi. Jej funkcje komunikacyjne zachowały się do lat 60. XX wieku; plac koło kościoła połączony był przejazdem z dzisiejszą ulicą Kopernika tam, gdzie niegdyś znajdowała się ta furta. Drugą z nich – tzw. Nową – wykonano w 1743 (a więc stosunkowo krótko przed rozpoczęciem likwidacji umocnień) w północnym odcinku murów, przy wylocie Mickiewicza i Lisowskiego na Glasser Platz (plac Glassera, dziś plac Powstańców Wielkopolskich). Przeznaczona była m.in. dla osób udających się do szkoły ewangelickiej, dlatego nazywana była także furtą Szkolną. Natomiast w 1822, czyli już w czasie usuwania fortyfikacji, przebito w północnych murach jeszcze jedno przejście, zwane furtą Młyńską. Znajdowała się ona w pobliżu młyna na strumieniu Łącza, w północnej części miasta, przy zborze ewangelickim.

### Basteja
Nie jest całkowicie pewne, czy w systemie fortyfikacji Zielonej Góry funkcjonowały basteje, ale istnienie Wüste Bastei („odkrytej” – w znaczeniu otwartej od góry, niezadaszonej) wspomina z jednej strony w swym opracowaniu pt. Geschichte der Grünberg, Schlesien („Historia Zielonej Góry, Śląsk”) Hugon Schmidt, a ponadto analiza rysunku z 1740 potwierdza, że tego rodzaju budowla znajdowała się przy ul. Kopernika tuż za kościołem św. Jadwigi. Ze strategicznego punktu widzenia była to w tym miejscu konstrukcja jak najbardziej pożądana, ponieważ przebiegające tylko kilka metrów od ściany prezbiterium kościoła mury miejskie nie zapewniały mu dostatecznej ochrony; rolą tej bastei było ułatwienie obrońcom utrzymywania nieprzyjaciela na daleki dystans, szczególnie w tym miejscu.

### Likwidacja fortyfikacji
Po likwidacji murów miejskich w połowie XVIII wieku miasto rozrosło się na swoich przedmieściach, a później, w XIX wieku kiedy przez Zieloną Górę przeprowadzono linię kolejową, wzdłuż nowo wytyczonej ulicy prowadzącej do dworca kolejowego.

## Gospodarka
Pierwotnie, we wczesnym średniowieczu, tutejsi mieszkańcy trudnili się – prócz zajęć w rolnictwie – rzemiosłem i handlem, czemu sprzyjała lokalizacja osady w pobliżu szlaków kupieckich. Później, w miarę napływu osadników z zachodu, miasto zaczęło specjalizować się w wyrobach włókienniczych: przybywało warsztatów tkackich, foluszy i farbiarni. Potrzebnej do produkcji wody i energii dostarczała Złota Łącza, wówczas jeszcze czysta i wartka. Równocześnie sprzyjające uprawom winorośli łagodne zbocza tutejszych pagórków i korzystny klimat pozwalały na wyrób wina.

### Tkactwo
Od początków osadnictwa w Zielonej Górze i okolicach hodowano tu owce i znano sztukę wyrobu tkanin wełnianych. Rozwój tego rzemiosła spowodował, że w średniowieczu cech sukienników był tu prawdopodobnie jednym z najbogatszych i najliczniejszych. Sukna z Zielonej Góry znane były i cenione w całej Europie, gdzie konkurowały z wyrobami tkaczy flandryjskich. Władający Śląskiem (a wraz z nim Zieloną Górą), w imieniu czeskiego króla Władysława Jagiellończyka jego brat, a późniejszy król Polski Zygmunt I Stary, wydał w 1505 tutejszym sukiennikom i kupcom przywilej uprawniający ich do handlu zielonogórskimi wyrobami również w Polsce (patrz wcześniej: Jagiellonowie).
Przełomowym dla rozwoju przemysłu w Zielonej Górze i dla rozwoju samego miasta było przejęcie Dolnego Śląska przez Prusy w 1741. Cech sukienników liczył w tamtym czasie 466 majstrów sukienniczych i 94 czeladników pracujących na 373 warsztatach tkackich – produkowali oni ogółem około 9500 sztuk sukna rocznie. Wełnę potrzebną do produkcji w 2/3 importowano z Polski, reszta pochodziła z Prus. Pół wieku później, w 1796 wyprodukowanego sukna było już dwa razy więcej – 18 346 sztuk. Równocześnie poprawiła się jakość sukna: o ile w latach 40. XVIII wieku roczna wartość sukna produkowanego w Zielonej Górze wynosiła od 87,2 do 101,6 tysiąca talarów na którą składały się sztuki opatrzone w niewielkiej ilości trzema, w głównej masie dwiema lub czasem tylko jedną pieczęcią (nie produkowano wówczas wcale sukna najwyższej jakości), to pod koniec stulecia, w 1796, z ponad 18 tysięcy sztuk sukna pięć pieczęci miało ponad trzysta, cztery – blisko tysiąc sztuk, trzy pieczęcie – 6044 szt., dwie – 10 886 sztuk. Najniższego gatunku sukna z jedną pieczęcią wyprodukowano tylko 14 sztuk. Produkcję na tym poziomie wykonywało – dane za rok 1800 – 638 majstrów, 306 czeladników i 90 uczniów pracujących na 630 ręcznych krosnach tkackich. Oprócz nich pracowało 34 wykończalników sukna i dwóch farbiarzy. Surowca z Polski dostarczało 18 żydowskich handlarzy wełną, a sprzedażą trudniło się 15 miejscowych handlarzy suknem – łącznie 1103 zatrudnionych w przemyśle tekstylnym. Prosperity nie trwała jednak długo: w latach 20. XIX wieku liczba mistrzów osiągnęła maksimum – 841, i później zaczęła szybko spadać, np. w 1832 było ich 203, a rok później już tylko 140. Wolumen produkcji także spadał: na przykład w 1812 wyprodukowano ponad 31 tys. sztuk sukna, w 1822 – ponad 23 tysiące, a w 1832 już tylko 18,5 tys. sztuk, czyli tyle, ile na przełomie wieków. Główną przyczyną tego stanu rzeczy były cła na sukno sprowadzane z Prus do Rosji, nałożone po raz pierwszy w 1810, później na krótko wycofane i nałożone ponownie w 1816. Nie obejmowały one tylko sukna najwyższej jakości, ale spowodowały załamanie się cen na produkt ordinäre fein i spadek koniunktury włókiennictwa. To pociągnęło za sobą wzrost bezrobocia, spadek cen mieszkań, spadek popytu na wyroby winiarskie i piwowarskie i tym podobne skutki pośrednie. Wojna celna z Rosją spowodowała także – pośrednio – wyjazd części wykwalifikowanych sukienników z Zielonej Góry, m.in. na wschód, gdzie znaleźli pracę w szybko rozwijającym się nowym ośrodku włókiennictwa – w Łodzi.
Na niekorzystne zjawiska w strukturze produkcji eksportowej nałożyły się jeszcze skutki mechanizacji produkcji. Już w XVIII wieku w Anglii pojawiły się zmechanizowane krosna tkackie, toteż tańsze i często lepsze sukno produkcji angielskiej wkrótce zaczęło wypierać produkt pruski. Powoli jednak również do Prus (i do Zielonej Góry) zaczęła docierać mechanizacja. Także zmiany w strukturze handlu suknem spowodowały, że właściciele małych warsztatów tkackich coraz rzadziej sprzedawali swoje wyroby bezpośrednio konsumentom, a coraz częściej nakładcom, pośrednikom zajmującym się organizacją tak handlu wyrobami gotowymi, jak również zakupem surowca. Na przełomie XVIII i XIX wieku największym nakładcą w Zielonej Górze był kupiec sukienniczy, królewski radca handlowy nazywany „zielonogórskim Fuggerem” Jeremias Sigismund Förster (1753–1819). Zatrudniając w szczytowym okresie handlu z Rosją pół setki ludzi, wyposażył ich w pierwsze w Zielonej Górze maszyny. Mechanizację produkcji wspierał także dwór królewski – Fryderyk Wilhelm II około roku 1797 podarował cechowi sukienników maszynę przędzalniczą od berlińskiego mechanika Hoppego. O Försterze wspominał także w swoich zapiskach ambasador USA (i przyszły prezydent) w Berlinie John Quincy Adams, jako o „znaczącym manufakturzyście”, posiadającym maszyny używane w Anglii i znane też w Ameryce.
Na początku wieku XIX w Zielonej Górze pracowało sześć foluszniczych młynów. Do użytku weszły pierwsze mechaniczne maszyny przędzalnicze, szarpacze i gręplarki, które zaczęły wypierać ręczny system przygotowania przędzy. W 1813 zainstalowanych było w Zielonej Górze 151 gręplarek i szarpaczy oraz 769 maszyn przędzalniczych z firmy Hoppego. Były to maszyny z napędem ręcznym. W 1816 Anglik O’Brien na miejscu młyna Środkowego (Mittelmühle; dziś okolice ul. Dąbrowskiego) na strumieniu Złota Łącza uruchomił przędzalnię z napędem wodnym. Znajdowało się tam osiem gręplarek i 20 maszyn przędzalniczych. W 1832 Anglicy Charles James i John Cockerill, prowadzący firmę Cockerill z Belgii, wraz z Karlem Eichmannem założyli spółkę, która wybudowała w Zielonej Górze przy dzisiejszej ul. Wrocławskiej pierwszą przędzalnię z napędem parowym. Zainstalowany tam silnik miał moc 25 koni mechanicznych. 10 maja następnego roku wybuchł pożar, w którym spłonęła cała przędzalnia. W 1835 Friedrich Gottlob Förster, syn Jeremiasa, odkupił pogorzelisko i na jego miejscu wybudował nową fabrykę, w której skomasowany był cały proces produkcji tkanin wełnianych – od sortowania surowca aż po wykańczanie. Fabrykę nazwano na cześć patrona rodu „Jeremias Sigismund Förster u. Co.”, a napęd jej urządzeniom zapewniała ośmiokonna maszyna parowa.

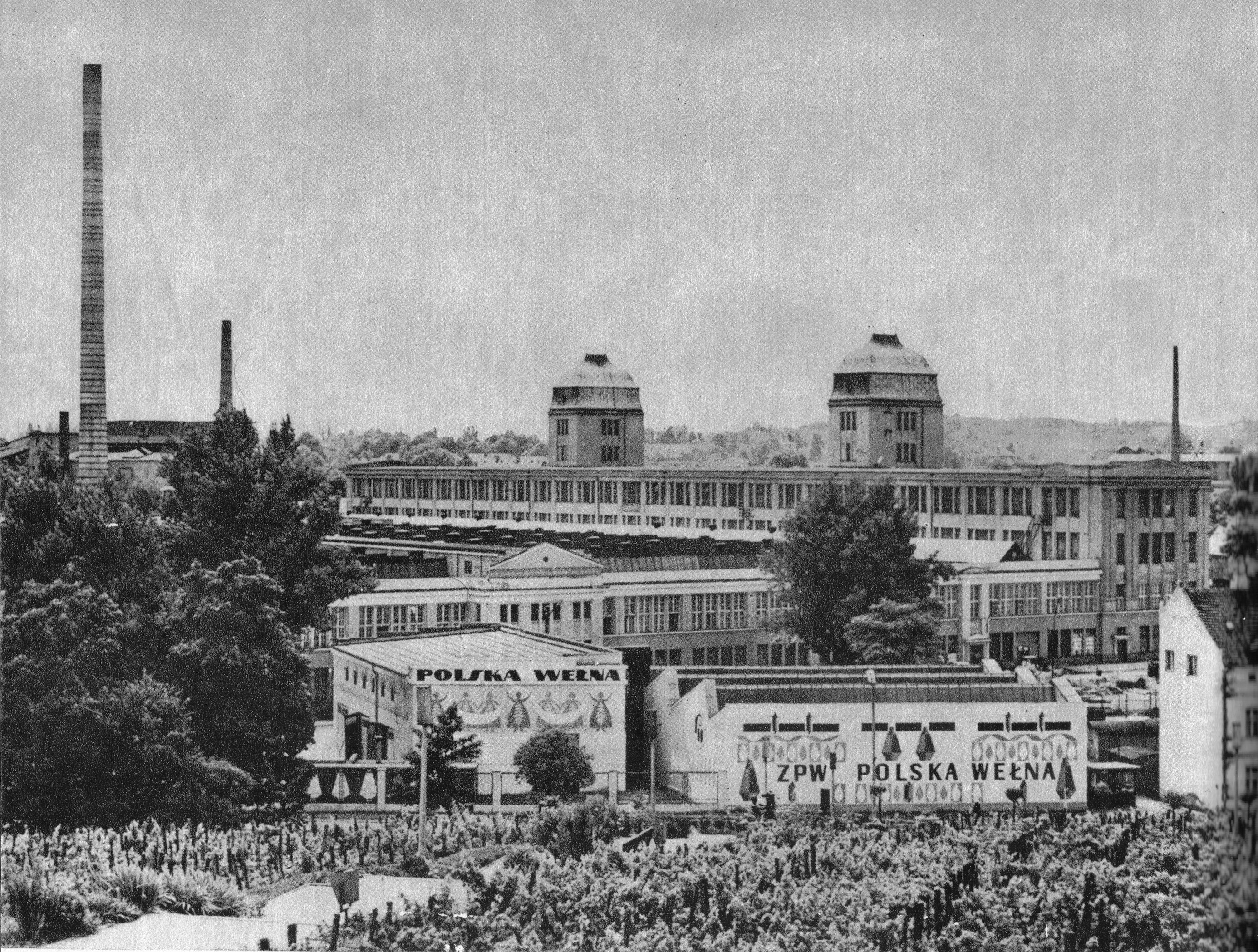
Fabryka wełny w latach 60. XX wieku

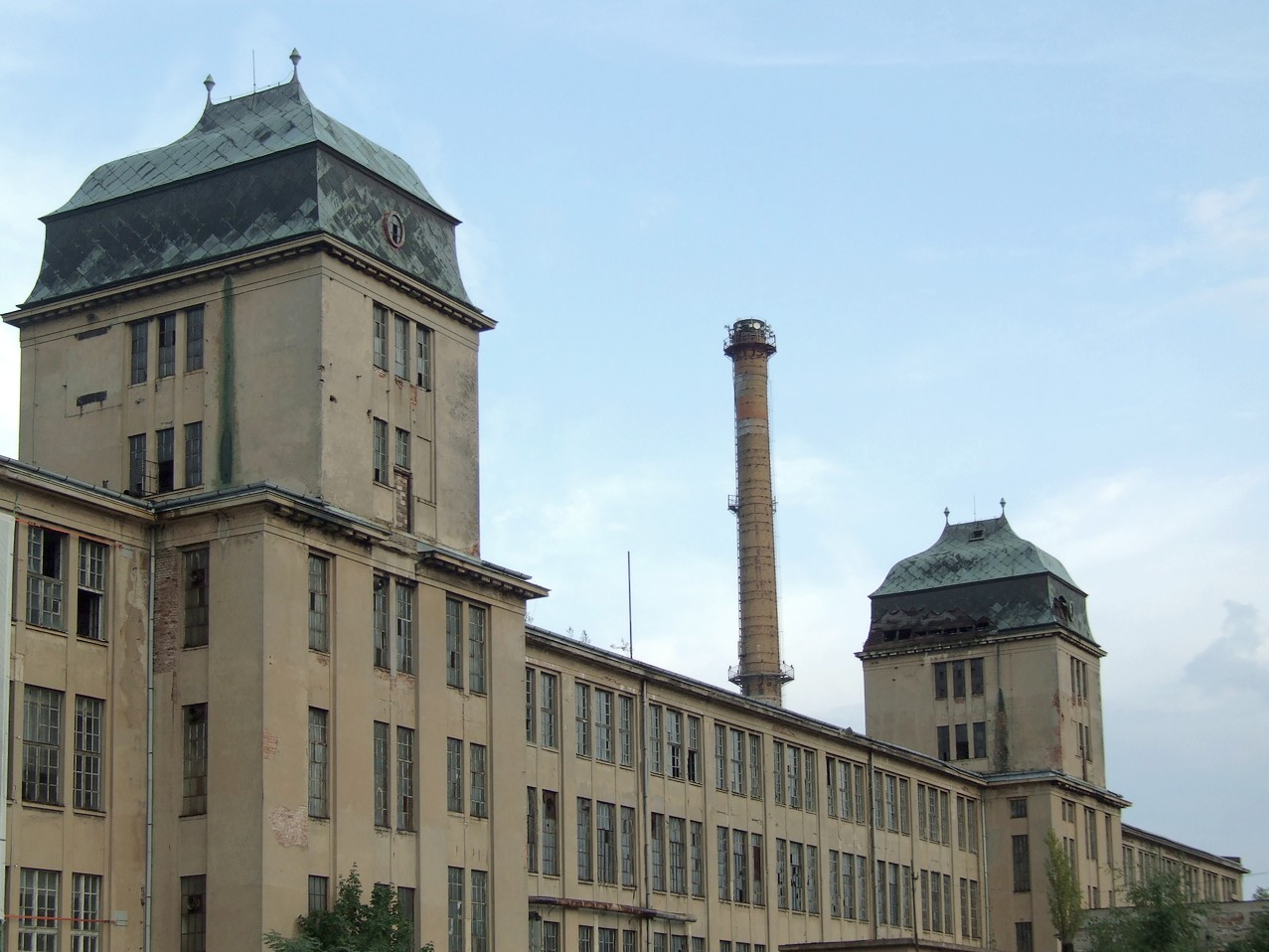
Wieże fabryki wełny dziś

Oprócz fabryki przy Wrocławskiej w Zielonej Górze funkcjonowały wciąż warsztaty rzemieślnicze. Niektórzy sukiennicy zakładali spółki, których celem było obniżenie kosztów i poprawienie jakości, choć z braku funduszy nie były to na ogół duże i silne firmy. M.in. w roku 1835, a więc równocześnie z budową fabryki Förstera piętnastu sukienników zakupiło młyn zbożowy Schulza w Jędrzychowie (dziś południowa część miasta), w którym uruchomili przędzalnię wełny. W następnych kilku latach podobne działania podejmowali także inni miejscowi sukiennicy, ale przedsięwzięciem rzemieślników na największą skalę było wybudowanie w 1840 roku zakładu wykańczalniczego S. Raetsch & Comp. na Lattwiese (wówczas były to nieużytki na południe od starego miasta, dziś ulica Fabryczna). Dysponował on szesnastokonną maszyną parową wartości 8 tysięcy talarów (budynek kosztował 14 tys., a cały zakład – 40 tys.). Po kilku latach zarząd zakładu przejął A. Fallier i funkcjonował on pod jego firmą, by wkrótce potem, w latach 60. przyjąć nazwę Vereinsfabrik A. Fallier & Co. (Fabryka Związkowa Falliera i spółki), maszyny bowiem pozostawały własnością stowarzyszonych z Fallierem zielonogórskich sukienników.
W 1861 roku w mieście funkcjonowało ogółem 8 przędzalni, 9 tkalni i 8 innych zakładów tekstylnych (bielarnia, farbiarnie, drukarnie i zakłady wykańczalnicze) zatrudniające ogółem 427 osób. Oprócz tego w sektorze rzemiosła działało w Zielonej Górze (dane za 1862) 98 majstrów sukienniczych, 123 czeladników i 9 uczniów pracujących na 217 warsztatach tkackich.
W latach 70. Förster podjął inwestycję budowy naprzeciw swojego dotychczasowego zakładu, po przeciwnej stronie Breslauerstraße (ulicy Wrocławskiej), nowej fabryki. Bankructwo jednak Śląskiej Kasy Pożyczkowej, w której trzymał swoje pieniądze, spowodowało, że przedsięwzięcia nie dokończył, a funkcjonującą z powodzeniem „Jeremias Sigismund Förster u. Co.” zlicytowano. Niemniej jednak fabryka wełny na tym terenie, kilkakrotnie zmieniając właścicieli i nazwę i w latach 20. XX wieku ulegając całkowitej przebudowie, funkcjonowała aż do lat 90. XX wieku. W szczytowym okresie swojej koniunktury po II wojnie światowej w PRL zatrudniała 3000 osób i wytwarzała 8 milionów metrów bieżących tkanin rocznie. Ostatecznie zaprzestano w niej produkcji w roku 1999. Po kompleksie fabrycznym pozostał budynek produkcyjno-magazynowo-administracyjny, kotłownia, zmiękczalnia wody i stara farbiarnia. W październiku 2004 fabrykę zakupiła brytyjska firma Parkrigde z zamierzeniem zbudowania tu centrum usługowo-handlowo-rozrywkowego.

### Winiarstwo

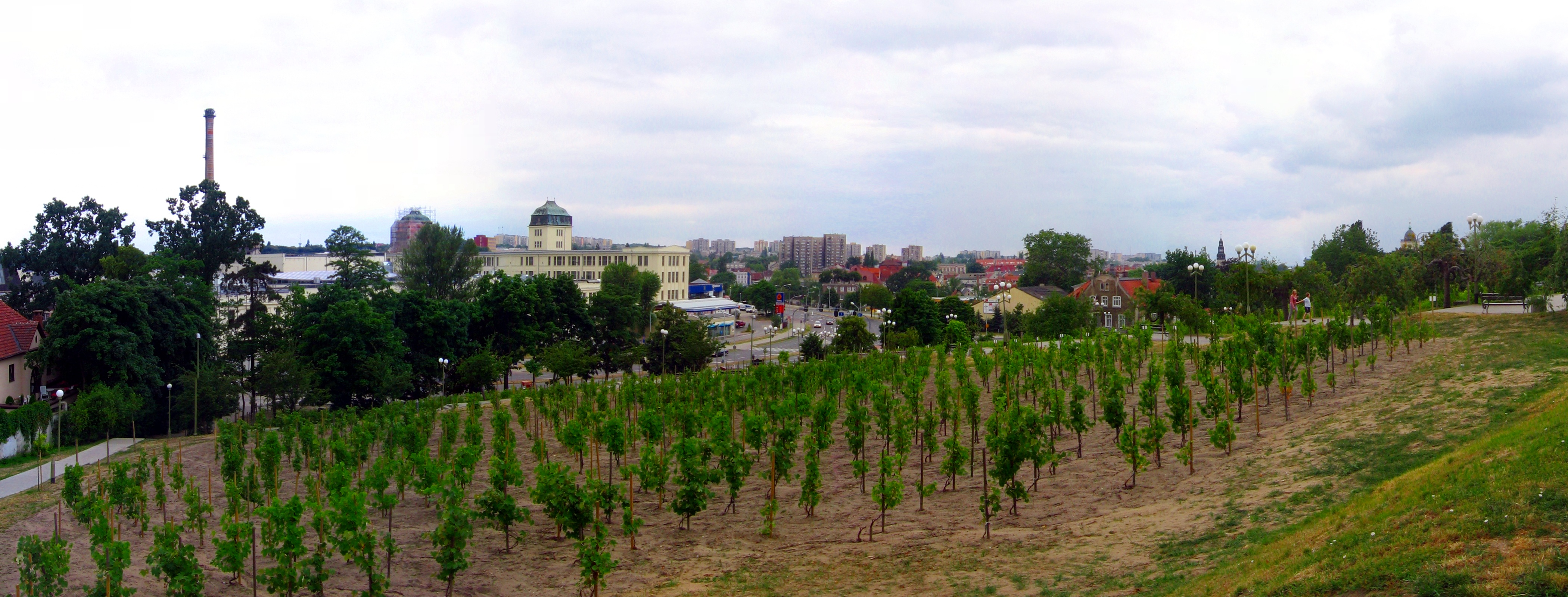
Winorośl na zboczu Wzgórza Winnego; w głębi fabryka wełny

Uprawą winorośli mieszkańcy Zielonej Góry zajmowali się już od średniowiecza. Brak danych szczegółowych na temat skali tych upraw. Wiadomo jednak, że m.in. w roku 1466, po klęsce mrozów, jaka nawiedziła uprawy zielonogórskich winorośli, panujący w tym czasie książę Henryk IX sprowadził z Austrii, Francji i Węgier nowe gatunki krzewów. Odnotowano również, że z obawy o utratę konsumentów i idącą za tym groźbę utraty źródeł dochodów miejscowi piwowarowie wymogli na władających miastem i okolicami książętach pewne przywileje, administracyjne ograniczające areał winnic. Ograniczenia te zostały formalnie zniesione dopiero w roku 1803. Prawdopodobnie jednak, zwłaszcza w okresie bardzo korzystnych warunków klimatycznych, jakie panowały w Zielonej Górze w XVIII wieku, zakazy i ograniczenia były systematycznie łamane, a ewentualne kary rekompensowane były przez wysokie dochody właścicieli winnic. Przez cały wiek XIX powierzchnia winnic pozostawała w przybliżeniu stała; szacuje się, że utrzymywały one około siedmiuset winogrodników w mieście i podobną liczbę w okolicznych wsiach (w obchodach 700-lecia winnic zielonogórskich w 1850 uczestniczyło 1300 winogrodników z całej okolicy).
Około roku 1825 pierwszym, który wprowadził w mieście przemysłową produkcję wina, nie posiadając samemu ani jednej winnicy, był przemysłowiec branży tekstylnej Karl Eichmann. Jednak to nie Eichmann uznawany może być za ojca zielonogórskiego przemysłu winiarskiego, tylko trzej inni przedsiębiorcy: Friedrich August Grempler, Karl Samuel Häusler i Friedrich Gottlob Förster, którzy założyli w tym samym czasie spółkę produkującą wino na skalę przemysłową, i którym udało się przełamać francuski monopol na szampana, sprzedając własne doskonałej jakości wina musujące. Bazą dla ich przedsięwzięcia była niewielka najpierw wytwórnia Gremplera przy jego własnej winnicy, gdzie produkował wino od roku 1818 pod własną marką. Häusler natomiast, kupiec z Jeleniej Góry, opracował własną recepturę produkcji wina musującego w oparciu o moszcz z jabłek; było jednak ono zbyt kwaśne, zatem drogą eksperymentalną, dosładzając je, opracował około roku 1816 własną recepturę cydra i wina musującego „Mousseux”, do którego od 1818 zaczął dodawać winogrona z Zielonej Góry, które kupował m.in. od Förstera i Gremplera. W 1826 wszyscy trzej przedsiębiorcy założyli spółkę produkcyjną, a niespełna dwa lata później, 2 stycznia 1828, powołali do życia Grempler & Co. A. G. Älteste Deutsche Sektkellerei. W listopadzie tegoż roku otworzyli przy placu Pocztowym ekskluzywną winiarnię, a w 1829 wybudowali własne piwnice, mieszczące trzy tysiące okseftów wina w wielkich beczkach z węgierskiego dębu (wcześniej zmuszeni byli do wożenia wina do Jeleniej Góry, do piwnic Häuslera, co podnosiło koszty i obniżało jakość produktu). W 1835 sprowadzony został do Zielonej Góry fachowy kiper, i wkrótce znacznie wzrosła jakość i asortyment produkowanego w wytwórni Gremplera wina. Z oryginalnym francuskim szampanem skutecznie konkurowało Niemieckie Wino Musujące (Deutscher Sekt), którego poszczególne marki, ze względów marketingowych, otrzymywały francuskie nazwy takie jak Epernay, Reims i Versenay. Tak wina, jak i białe i czerwone sekty od Gremplera nagradzane były wielokrotnie na światowych wystawach w Paryżu (1855), Londynie (1867) i Wiedniu (1873).
W ślad za Eichmannem oraz spółką Gremplera także inni zielonogórscy uruchamiali przemysłową produkcję win. Około 1830 powstała wytwórnia wina F. Weinerta, karczmarza z Głogowa. W 1846 kupiec Eduard Seidel u zbiegu ulic Drzewnej i Sowińskiego uruchomił przetwórnię owoców z wytwórnią wina i soków owocowych. Po dwudziestu niespełna latach, w 1865, na firmę Seidela składał się budynek fabryczny, piwnice na wino i soki, magazyny do przechowywania owoców, warzelnię do owoców, suszarnię oraz kocioł parowy do napędu maszyn produkcyjnych. Jego wyroby odznaczane były wyróżnieniami na wystawach i targach w Szczecinie w 1865, w Paryżu w 1867 i w Wiedniu w 1873 roku.
Pierwsze dwudziestolecie XX wieku było początkiem upadku upraw winorośli w Zielonej Górze. Pomimo to zakłady Gremplera produkowały w latach 20. około 250 tysięcy butelek szampana rocznie, a pod koniec lat trzydziestych nawet 800 tysięcy.

### Prasa i książki
Aż do początków XIX wieku wszystkie druki i książki docierały do Zielonej Góry z drukarni w pobliskich miastach – Frankfurtu nad Odrą, Krosna Odrzańskiego, Sulechowa i Żar, a nawet (modlitewniki) z dość odległej stolicy prowincji, Wrocławia. Zielonogórski nauczyciel Johan Gottfried John był pierwszym, który próbował złamać tę zasadę, wydając w drugim dziesięcioleciu XIX wieku własnymi siłami Chronica oder Kurze Beschreibung von der Entstehung und den Schicksalen der Stadt Grünberg, von 1222 bis 1814 (Kronika, czyli krótkie opisanie powstania i losów miasta Zielona Góra, od 1222 do 1814) własnego autorstwa. Przedsięwzięcie powiodło się, choć brak odpowiednich urządzeń (posłużył się prymitywną ręczną prasą drukarską) i fachowości (wyraźnie widoczny także przy oprawie kroniki) bardzo negatywnie rzutował na jego rezultaty. Johan Gottfried John podjął jeszcze jedną próbę, wydając pracę Johanna Renatusa Der Rohrbusch bey Grünberg, z podobnym skutkiem.

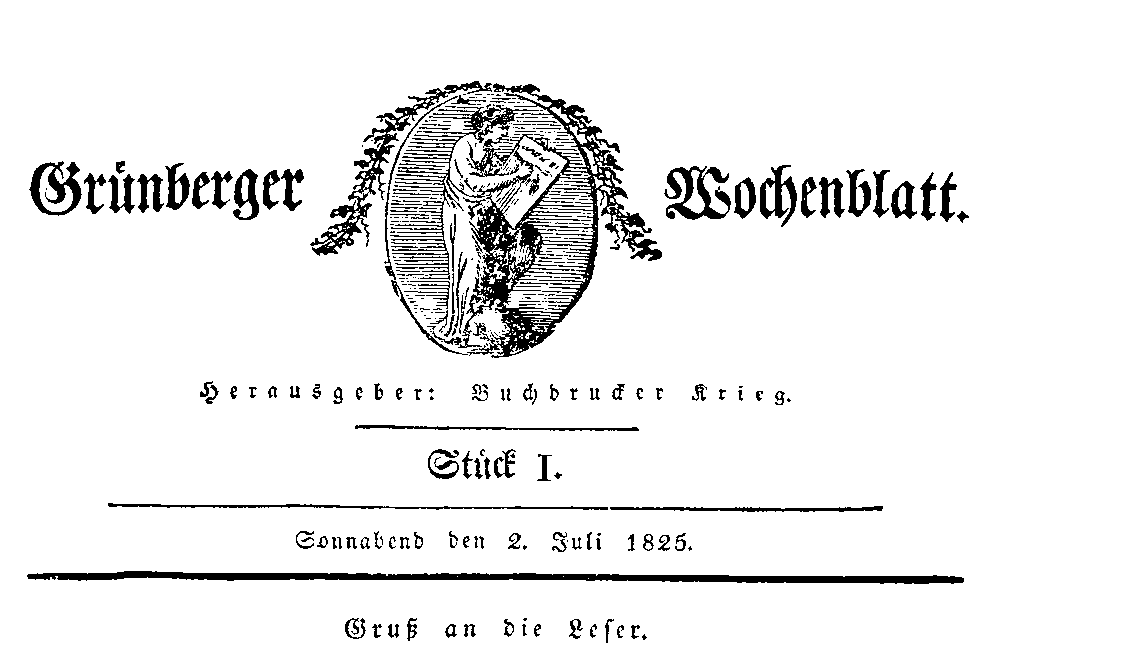
Winieta pierwszego numeru Grünberger Wochenblatt

2 lipca 1825 młody drukarz Heinrich August Krieg, który nauczył się fachu u Wilhelma Gottlieba Korna we Wrocławiu, zaczął wydawać wychodzący w soboty tygodnik „Grünberger Wochenblatt”. Otworzył własną drukarnię przy ulicy Wrocławskiej i ciesząc się poparciem rady miejskiej z jej burmistrzem Carlem Augustem Bergmüllerem, prowadził ją do połowy roku 1836, kiedy sprzedał ją Martinowi Wilhelmowi Siebertowi. Dwa lata później, 6 lipca 1838 podjął z Siebertem współpracę dr Wilhelm Levysohn, który 22 września tegoż roku przejął redakcję „Grünberger Wochenblatt”. Później na pewien czas wspólnicy rozstali się, w 1839 Levysohn otworzył księgarnię w gospodzie „Pod Trzema Wzgórzami” przy pl. Pocztowym, a Siebert prowadził drukarnię. W 1842 powstała w Zielonej Górze przy dzisiejszej ul. Jedności firma drukarsko-wydawnicza Lindner i Kurzmann. W obliczu wyrastającej konkurencji doszło do ugody Sieberta z Levysonem, który stał się jedynym właścicielem drukarni, redakcji i księgarni; drukarnię wkrótce przeniósł do oficyny w Rynku. Przedwczesna śmierć Arnsta Adolfa Kurzmanna jeszcze w tym samym roku spowodowała, że w lipcu 1842 firmę Kurzmanna przejął Friedrich Weiss z Frankfurtu nad Odrą i uruchomił wychodzący w piątki „Grünberger Intelligenzblatt”. Gazeta ta nabrała w 1850 charakteru gazety urzędowej i zmieniła tytuł na „Grünberger Kreis- und Intelligenzblatt”, wychodząc raz na dwa tygodnie. Friedrich Weiss od 1868 wydawał także pismo fachowe przeznaczone dla specjalistów branży włókienniczej pod tytułem „Das Deutsche Wollengewerbe”.
Po II wojnie światowej i uzyskaniu przez Zieloną Górę w 1950 statusu miasta wojewódzkiego zaczęła tu w 1952 wychodzić „Gazeta Zielonogórska”, przekształcona w 1975 w „Gazetę Lubuską”. Dziennik ten, po przekształceniach związanych z likwidacją w 1990 RSW „Prasa-Książka-Ruch” wydawany jest do dziś przez spółkę Lubpress, dysponującą od 1996 własną drukarnią z maszyną MAN Plamag Cromoset 630. W 2009 zainstalowano tutaj maszynę Tensor D1400.

## Inne ważne wydarzenia
Podczas wojny trzydziestoletniej (1618–1648) pożar wzniecony przez żołnierzy w 1626 spowodował zniszczenie niemal wszystkich domów w obrębie murów. W roku 1631 bardzo dobrze zapowiadające się zbiory winogron zostały zdewastowane przez wojsko szwedzkie, które splądrowało miasto i jego kościoły, a piętnaście lat później wojska cesarskie uprowadziły ze sobą całe bydło. 13 sierpnia 1648 gradobicie zniszczyło zbiory winorośli, mieszkańcy ucierpieli także na skutek powodzi wywołanej katastrofalnym wylewem pobliskiej Odry. W 1651 lub 1652 w wielkim pożarze miasta spłonęło 660 domów, a także kościół św. Jana Chrzciciela, którego już nigdy nie odbudowano.
W wieku XVII Zielona Góra należała do miast wciąż jeszcze dosyć zacofanych. To tu, stosunkowo najdłużej w tej części Europy, odbywały się (m.in. w latach 1652–1669) proces o czary. Kres temu procederowi położyło dopiero wydane w 1669 zarządzenie zakazujące zielonogórskim sądom orzekania kar śmierci za czary.
Latem roku 1683, w lipcu, w związku z poborem rekruta do armii Habsburgów na odsiecz Wiedniowi przeciw zagrażającym im Turkom, doszło w Zielonej Górze do buntu czeladników sukienniczych. Konflikt w cechu zielonogórskich sukienników narastał już wcześniej, majstrowie w obawie przed konkurencją utrudniali awansowanie do szczebla mistrzowskiego swoim czeladnikom. Dodatkowo pojawiały się na tym tle także akcenty narodowościowe, majstrowie w znacznej części mówili po niemiecku, czeladnicy w większości byli Polakami. Bunt został stłumiony; podobne wydarzenia powtarzały się także i później, również po opanowaniu Śląska przez Prusy w wieku XVIII.
Na koniec wieku XVIII odnotowano, że w Zielonej Górze znajdowało się 131 domów, a na jej przedmieściach 939, w większości krytych słomą lub gontem; ponadto 28 folwarków rolnych, 10 młynów i 27 foluszy. W mieście znajdowały się należące do państwa komora celna, dom akcyzy i magazyny prowiantu. Oprócz ratusza jeszcze dwa inne budynki w mieście należały do magistratu, działały ponadto trzy zajazdy, budynek kupiecki, cztery magazyny, winiarnia, cztery browary i szpital, a potrzeby religijne 8,3 tys. mieszkańców (w tym 2,1 tys. katolików) zaspokajały trzy kościoły – katolicki, ewangelicki i cmentarny.
W pierwszej połowie XIX wieku Zielona Góra tkwiła głęboko w epoce przedindustrialnej. Przeważały warsztaty rzemieślnicze lub niewielkie spółki drobnych wytwórców. Brakowało bodźców do rozwoju przemysłu fabrycznego – dopiero w drugiej połowie XIX wieku miasto weszło w fazę nowoczesnej gospodarki kapitalistycznej.
- W roku 1823 rozpoczęto brukowanie ulic Zielonej Góry, równocześnie wymieniając drewniane i ceramiczne rury doprowadzające wodę do czerpalni publicznych (poprzedniczek wodociągu miejskiego) na żeliwne.
- Od lat 40. XIX wieku eksploatowano węgiel brunatny na potrzeby coraz liczniej instalowanych maszyn parowych, a później – miejskiej elektrowni. Złoża nie były jednak duże: eksploatację w okolicach miasta[aj] rozpoczęto w latach 40. XIX wieku i starczyło ich tylko na kilka lat, jedynie w Świdnicy starczyło węgla do końca wieku.
- 1 października 1871 oficjalne uruchomiono połączenie kolejowe Głogów – Zielona Góra – Czerwieńsk.
- W 1873 uruchomiono w mieście przemysłową warzelnię piwa.
- Od 1875 w mieście działała komercyjna firma wodociągowa, później z uruchomioną w 1934 oczyszczalnią ścieków.
- W 1876 powstała Fabrik für Brückenbau und Eisenkonstruktionen Beuchelt założona przez Georga Beuchelta (Fabryka Mostów i Konstrukcji Stalowych, dziś „Zastal”).
- W 1880 uruchomiono fabrykę maszyn włókienniczych.
- W 1883 rozpoczęto budowę fabryki zgrzeblarek do bawełny.
- W 1886 rozpoczęto produkcję wagonów kolejowych.

Zielona Góra w 1890 roku liczyła około 16 tysięcy mieszkańców, w 1900 – 21 tysięcy, w 1939 – 25 tysięcy. Podczas II wojny światowej przemysł zielonogórski przestawiony został na produkcję wojskową – zarówno zakłady metalowe, jak i tekstylne produkowały na potrzeby armii, także zielonogórskie szampany trafiały na zaopatrzenie kantyn wojskowych. Po przejściu frontu w niezniszczonym mieście można było niemal od razu podjąć produkcję, problemem był tylko brak wykwalifikowanych pracowników.
30 maja 1960 miasto stało się areną zamieszek, wywołanych decyzją o likwidacji Domu Katolickiego; zamieszki te nazywane są dziś „wydarzeniami zielonogórskimi”.

## Burmistrzowie i prezydenci miasta
Burmistrzowie
- Martinus Bockmueller
- Marcin Bademeier
- ~1581: Walentyn Rottstock
- 17.08.1582–1582: Szymon Krech (Kriech)
- Prüfer
- ~1654: Bademeier
- 1661–1669: Christoph Hirthe (1621–1682)
- ~1683: Joachim Semler (– 1708)
- 1717–1740: Johann Augustin von Breitenfeld (1661–1742)
- 1741–1746: Johann Carl Dehmel (1682–1749)
- 1746–1775: Christoph Fredrich Benjamin Kaufmann (1717–05.09.1775)
- 29.01.1809–1815: Carl August Bergmüller (1774–1843)
- 1821–1832: Carl August Bergmüller
- 1833–03.10.1847: Kruger Andreas
- 1848–1854: Hauptner
- 22.08.1854–1866: Gühler
- 1866–1869: Nietschke
- 1870~: Kampfmeier
- 1878–1901: Wilhelm Gayl (1842–1903)
- 1901–1926: Ernst Ouvrier (1866–1935)
- 1927 Alfred Finke
- 1927–1933: Ernst Busse (1885–1959)
- 1933 Arthur Lemme
- 1945 Karl Laube
- 1945–1947: Tomasz Sobkowiak (1895–1949)
- 1947–1948: Mikołaj Mesza

Prezydenci
- 1949 Mikołaj Mesza
- 1949–1950: Józef Ziarnkowski (1905–1981)
- 1973–1975: Jan Nieruchalski
- 1975–1983: Stanisław Ostręga
- 1983–1988: Antonina Grzegorzewska
- 1989–1990: Edmund Błochowiak
- 1990–1994: Roman Doganowski
- 1994–1998: Henryk Masternak
- 1998–2002: Zygmunt Listowski
- 2002–2006: Bożena Ronowicz
- 2006–2024: Janusz Kubicki
- od 2024: Marcin Pabierowski